# T'es fou, Jerry
Pour plus de détails, voir Fiche technique et Distribution.
T'es fou, Jerry (Smorgasbord, puis Cracking Up en version originale) est un film américain de Jerry Lewis sorti en 1983.

## Synopsis
Warren Nefron, un inadapté qui déclenche catastrophe sur catastrophe sur son passage, est pris en main par un psychiatre. Le traitement finit par réussir grâce à l'hypnose. Mais c'est le médecin qui devient le patient.

## Fiche technique
- Titre original : Smorgasbord (The Movie) ; Cracking Up[2] (ressortie)
- Titre français : T'es fou Jerry
- Réalisation : Jerry Lewis
- Scénario : Jerry Lewis et Bill Richmond
- Musique : Morton Stevens
  - Générique interprété par Marcel Marceau
- Direction artistique : Terry Bousman
- Décors : Richard D. Kent
- Photographie : Gerald Perry Finnerman
- Montage : Gene Fowler Jr.
- Production : Peter Nelson, Arnold H. Orgolini
- Société de production : Orgolini/Nelson Productions
- Société de distribution : Warner Bros.
- Pays d'origine :  États-Unis
- Langue : anglais
- Format : Couleur (Technicolor) - 35 mm - 1,78:1 - son mono (Westrex Recording System)
- Genre :  comédie
- Durée : 78 minutes
- Dates de sortie : 
  - France : 13 avril 1983
  - États-Unis : 22 avril 1983 (sortie limitée)

## Distribution
- Jerry Lewis (VF : Francis Lax) : Warren Nefron / Dr. Perks
- Herb Edelman : Dr. Jonas Pletchick
- Milton Berle : Ms. Sultry
- Sammy Davis, Jr. : lui-même
- Zane Busby : la serveuse
- Foster Brooks : le pilote
- Buddy Lester : un passager

## Production
Le tournage a eu lieu en 1982 en Californie.

## Autour du film
- Juste après la fin du tournage en décembre 1982, Jerry Lewis subit un triple pontage coronarien au Desert Springs Hospital de  Las Vegas.
- Bien que sorti en Europe, le film n'a bénéficié que d'une diffusion limitée aux États-Unis avant d'être rebaptisé quelques semaines plus tard Cracking Up. Il est diffusé en 1984 sur les chaînes du cable avant de bénéficier d'une ressortie en salles en mai 1985 à New York sous son titre original, en complément de La Valse des pantins.
- À titre de gag, le célèbre mime Marcel Marceau est ici crédité en tant qu'interprète de la supposée chanson du générique d'ouverture.